# Б'єловце
Б'єловце (словац. Bielovce) — село, громада округу Левіце, Нітранський край. Кадастрова площа громади — 11.38 км².
Населення 227 осіб (станом на 31 грудня 2018 року).

## Історія
Б'єловце згадуються 1138 року.

## Населення
| Рік:            | 1994. | 2004.    | 2014.   | 2024.   |
| --------------- | ----- | -------- | ------- | ------- |
| Кількість осіб: | 313   | 247      | 224     | 213     |
| Різниця:        |       | -21,08 % | -9,31 % | -4,91 % |

| Рік:            | 2023. | 2024.   |
| --------------- | ----- | ------- |
| Кількість осіб: | 211   | 213     |
| Різниця:        |       | +0,94 % |